# Герцог Сан-Лоренсо-де-Валермосо
Герцог де Сан-Лоренсо-де-Валермосо — испанский аристократический титул. Он был создан 8 апреля 1794 года королем Испании Карлом IV для своего фаворита Лоренсо Тадео Фернандеса де Вильявисенсио и Фернандеса де Вильявисенсио (1734—1798). Последний вел своё происхождение от сеньоров де Вильявисенсио. Его предком был Мигель Фернандес, отец Гарсии Расуры или Гарсии Фернандеса, 2-го сеньора де Вильявисенсио, чьи потомки из города Херес-де-ла-Фронтера принимали участие в Реконкисте.

## Историческая справка
- Лоренцо Фернандес де Вильявисенсио и Вильявисенсио, 2-й сеньор де Валермосо и Посуэла, кавалер Ордена Алькантара, Мэр Херес-де-ла-Фронтера. Его первой женой была Ана Мельгарехо Давила, сеньора дель Мельгарехо и Викос. Во второй раз женился на Луизе Хуане Вильявисенсио и Негрон.
- Лоренцо де Вильявисенсио и Бенитес, 1-й маркиз де Валермосо де Посуэла, 3-й сеньор де Валермосо и Посуэла и дель Мельгарехо и Викос, кавалер Ордена Калатравы, мэр Херес-де-ла-Фронтера Был женат на Каталине де Вильявисенсио и Закариас.
- Лоренцо де Вильявисенсио и Вильявисенсио, 2-й маркиз де Валермосо де Посуэла, сеньор дель Мельгарехо и Викос, кавалер Ордена Калатравы, генерал-лейтенант королевской армии, Президент королевской Аудитории, главнокомандующим Королевства Наварра. Был женат на Марии Спиноле и Павон, сеньоре де Касабланка.
- Лоренцо Антонио Фернандес де Вильявисенсио и Спинола, 3-й маркиз де Валермосо де Посуэла, гранд Испании, 5-й сеньор де Валермосо и Посуэла и дель Мельгарехо и Викос, сеньор де Касабланка. Был женат на Марии Хосефе де Вильявисенсио и Закариас, 3-й маркизе де ла Меса де Аста.

## Герцоги де Сан-Лоренсо-де-Валермосо
|                                           | Титул                                                                | Период                                    |
| Креация создана королем Испании Карлом IV | Креация создана королем Испании Карлом IV                            | Креация создана королем Испании Карлом IV |
| ----------------------------------------- | -------------------------------------------------------------------- | ----------------------------------------- |
| 1-й                                       | Лоренсо Тадео Фернандес де Вильявисенсио                             | 1794-1798                                 |
| 2-й                                       | Лоренсо Хустино Фернандес де Вильявисенсио и Нуньес де Вильявисенсио | 1798-1810                                 |
| 3-й                                       | Лоренсо Фернандес де Вильявисенсио и Каньяс                          | 1810-1859                                 |
| 4-й                                       | Лоренсо Фернандес де Вильявисенсио и дель Корраль                    | 1859-1896                                 |
| 5-й                                       | Хосе Фернандес де Вильявисенсио и Оронос                             | 1896-1937                                 |
| 6-й                                       | Хосе Малькампо и Фернандес де Вильявисенсио                          | 1937-1959                                 |
| 7-я                                       | Мария Кристина Малькампо и Сан-Мигель                                | 1959-2004                                 |
| 8-я                                       | Мария Кристина Осорио и Малькампо                                    | 2006 — настоящее время                    |

## История герцогов де Сан-Лоренсо-де-Валермосо
- Лоренсо Тадео Фернандес де Вильявисенсио и Фернандес де Вильявисенсио (24 августа 1734 — 20 января 1798), 1-й герцог де Сан-Лоренсо-де-Валермосо, гранд Испании 2-го класса, 4-й маркиз де Валермосо де Посуэла, 4-й маркиз де ла Меса де Аста, 6-й сеньор де Валермосо и Посуэла и дель Мельгарехо де Викос, сеньор де Касабланка.

1. Жена с 1753 года Франсиска Хавьера Нуньес де Вильявисенсио и Вильявисенсио, 3-я маркиза де Каса Вильявисенсио, сеньора дель Темпле и Родригальварес.

- Лоренсо Хустино Фернандес и Нуньес де Вильявисенсио (29 мая 1754 — 22 марта 1810), 2-й герцог де Сан-Лоренс-де-Валермосо, 4-й маркиз де Каса Вильявисенсио, 5-й маркиз де ла Меса де Аста, гранд Испании 2-го класса, 7-й сеньор де Валермосо и Посуэла и дель Мельгарехо де Викос, сеньор де Касабланка, дель Темпле и де Родригальварес.

1. Жена с 1775 года Мария Эулалия де Каньяс Портокарреро, 6-я герцогиня дель-Парко.

- Лоренсо Фернандес де Вильявисенсио и Каньяс (17 августа 1778 — 6/8 августа 1859), 3-й герцог де Сан-Лоренсо-де-Валермосо, 12-й маркиз де Вальесеррато, 9-й герцог дель-Парко, 5-й маркиз де Каса Вильявисенсио, 6-й маркиз де Кастрильо, 6-й маркиз де ла Меса де Аста, 7-й граф де Бельмонте дель Тахо, 10-й барон де Региульфо, принц де ла Сала дель Партинико, гранд Испании 2-го класса, 8-й сеньор де Валермосо и Посуэла, сеньор де ла Вильяс де Вальесеррато, Бельмонте де Тахо, Кастрильо, Лихар, Кобдар и др.

1. 1-я жена с 1800 года Хосефа де Каньявераль и Каньяс (? — 1837), грандесса Испании, 8-я герцогиня дель-Парко, 11-я маркиза де Вальдесеррато, 6-я маркиза де Кастрильо, 6-я графиня де Бельмонте дель Тахо, 3-я графиня де Беналуа. Первый брак был бездетным. После смерти своей первой жены Лоренсо унаследовал все её титулы.
2. 2-я жена — Хосефа дель Корраль Гарсия (? — 1853). Ему наследовал его старший сын от второго брака:

- Лоренсо Фернандес де Вильявисенсио и дель Корраль (24 декабря 1841 — 22 января 1896), 4-й герцог де Сан-Лоренсо-де-Валермосо, 11-й герцог дель-Парко, 6-й маркиз де Каса Вильявисенсио, гранд Испании 1-го и 2-го классов.

1. Жена с 1868 года Хосефа де Орнос Клементе Беас и Пинеда (1844—1897).

- Хосе Фернандес де Вильявисенсио и Оронос (4 августа 1875 — 19 августа 1937), 5-й герцог де Сан-Лоренсо-де-Валермосо, 12-й герцог дель-Парко, 7-й маркиз де Каса Вильявисенсио, гранд Испании 1-го и 2-го классов.

1. Жена с 1921 года Мерседес Фернандес де Лореда Руис-Сиснерос Ориас Санчес (род. 1872).

- Хосе Малькампо и Фернандес де Вильявисенсио (26 июня 1892—1959), 6-й герцог де Сан-Лоренсо-де-Валермосо, 13-й герцог дель-Парко, 8-й маркиз де Каса Вильявисенсио, 8-й маркиз де Сан-Рафаэль, 3-й граф де Холо, 3-й виконт де Минданао, гранд Испании 1-го и 2-го классов.

1. Жена с 1933 года Роза Сан-Мигель и Мартинес Кампос (1897—1961).

- Мария Кристина Малькампо и Сан-Мигель (5 мая 1935 — 18 сентября 2004), 7-й герцогиня де Сан-Лоренсо-де-Валермосо, 14-й герцогиня дель-Парко, 9-я маркиза де Каса Вильявисенсио, 9-я маркиза де Сан-Рафаэль, 4-я графиня де Холо, 3-я виконтесса де Минданао, грандесса Испании 1-го и 2-го классов.

1. Муж с 1974 года Бельтран Альфонсо Осорио и Диес де Ривейра (1918—1994), 18-й герцог де Альбуркерке, маркиз де Альканьисес, маркиз де лос Бальбасес, маркиз де Кадрейта, маркиз де Кульера, маркиз де Монтаос, граф де Ледесма, граф де Уэльма, граф де Фуэнсалданья, граф де Грахаль, граф де ла Торре, граф де Вильянуэва де Каньедо, граф де Вильяумброса. Ей наследовала их старшая дочь:

- Мария Кристина Осорио и Малькампо (род. 1975), 8-я герцогиня де Сан-Лоренсо-де-Валермосо, 10-я маркиза де Каса Вильявисенсио, 5-я графиня д Холо, 5-я виконтесса де Минданао.